# 2009년 미스코리아

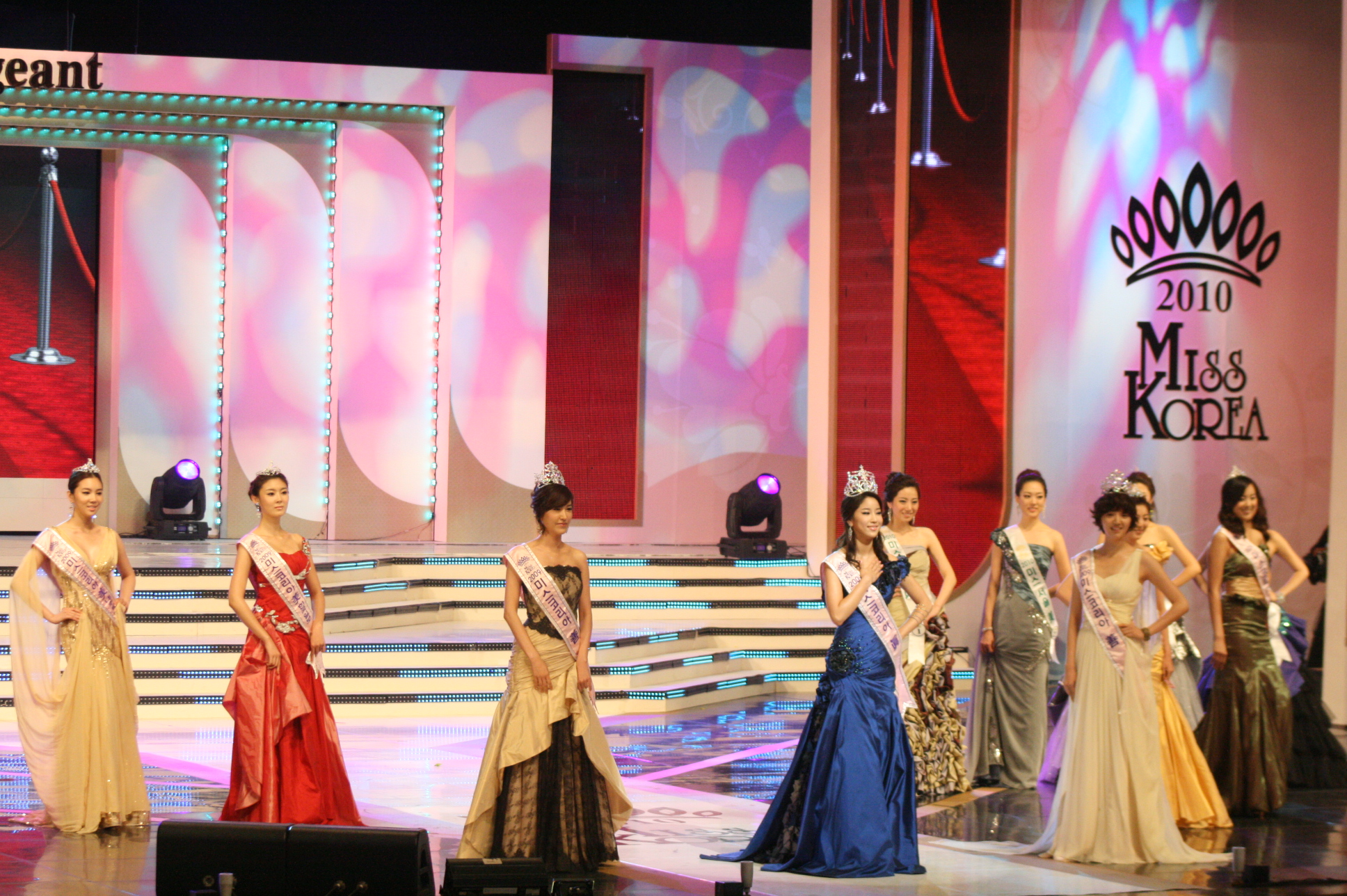
2009년 미스코리아 당선자들.

2009년 미스코리아는 2009년 7월 8일에 서울특별시 종로구의 세종문화회관에서 열린 쉰세 번째 미스코리아 선발대회이다. 서울경제TV, Y-STAR, 코미디TV으로 중계하였다.

## 입상자
| 대회 |        | 진 (眞)         | 선 (善)                           | 미 (美) |
| ---- | ------ | --------------- | --------------------------------- | ------- |
| 본선 | 김주리 | 차예린 · 서은미 | 박예주 · 유수정 · 이슬기 · 최지희 |         |
| 강원 | 이슬기 | 안선영          | 한나영                            |         |
| 경기 | 최지희 | 오다혜          | 조수진                            |         |
| 경남 | 김주영 | 사공진          | 이유미                            |         |
| 경북 | 문경은 | 손성민          | 오지인                            |         |
| 광주 | 박지혜 | 조수연          | 김초록                            |         |
| 전남 | 박지혜 | 조수연          | 김초록                            |         |
| 대구 | 서은미 | 공지영          | 한여란                            |         |
| 대전 | 유수정 | 한여울          | 조혜민                            |         |
| 충남 | 유수정 | 한여울          | 조혜민                            |         |
| 부산 | 박음정 | 장지영          | 조윤혜                            |         |
| 서울 | 김주리 | 박시원 · 왕지혜 | 김은수 · 박예주 · 이윤경          |         |
| 울산 | 김효정 | 이동인          | 박수현                            |         |
| 인천 | 이현주 | 박국선          | 제민                              |         |
| 전북 | 차예린 | 권하나          | 음소희                            |         |
| 제주 | 송미림 | 이아롱          | 문수진                            |         |
| 충북 | 원종빈 | 이예은          | 신현아                            |         |
| 일본 | 권리세 |                 |                                   |         |

## 수상 결과
- 진(眞) : 김주리
- 선(善) : 차예린, 서은미
- 미(美) : 박예주 (네추럴 F&P), 유수정, 이슬기, 최지희 (한국일보)
- 우정상 : 양국화
- 매너상 : 조수진
- 포토제닉상 : 왕지혜
- 탤런트상 : 유수정
- 인기상 : 박예주
- 해외동포상 : 권리세
- Y-STAR상 : 사공진
- 공로상 :

## 참가자 사진

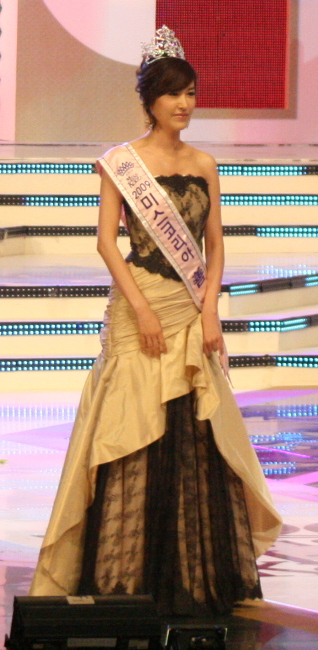
2009년 미스코리아 선 차예린, 미스 전북 진
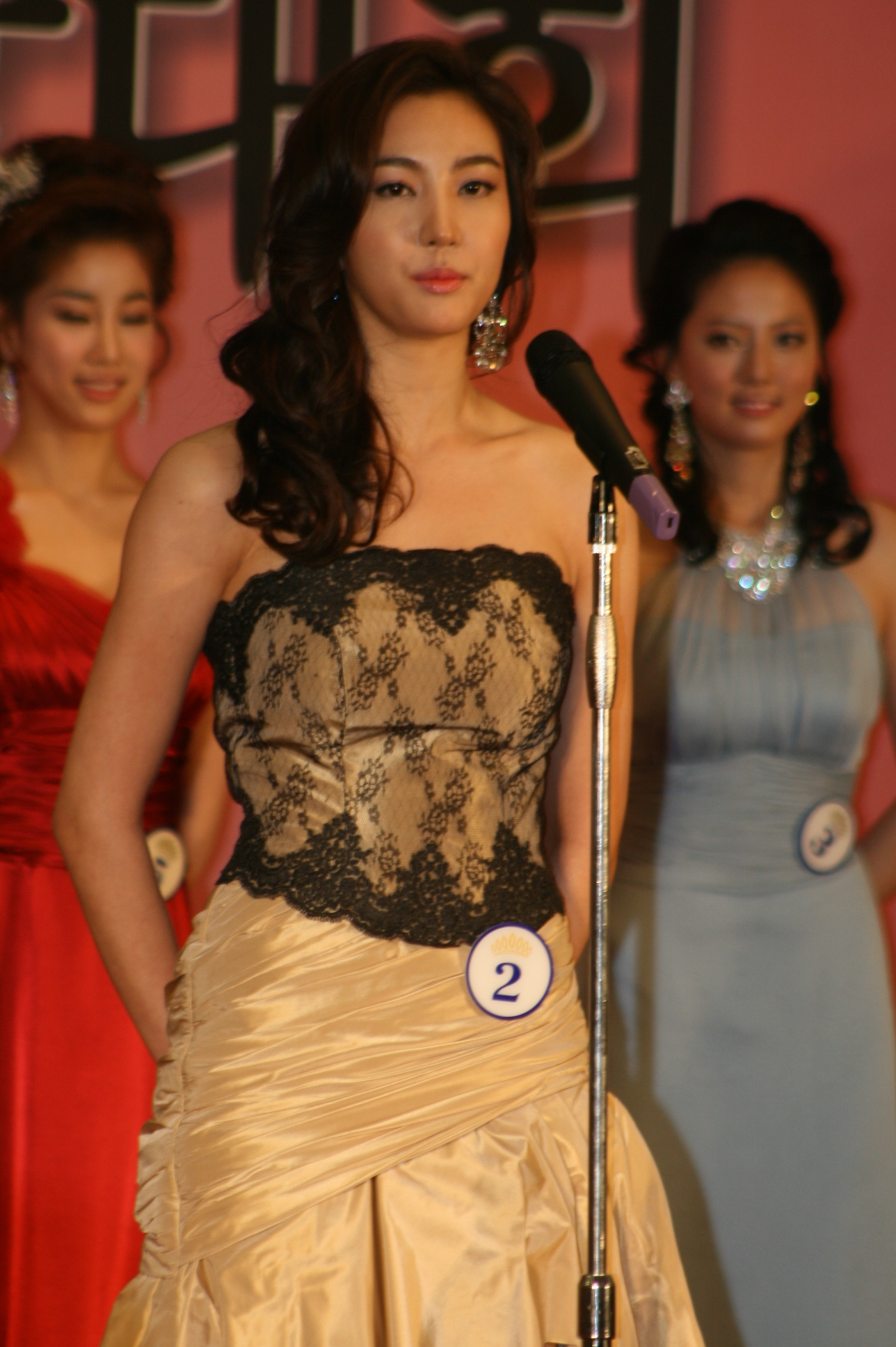
2009년 미스코리아 미 박예주, 미스 서울 미
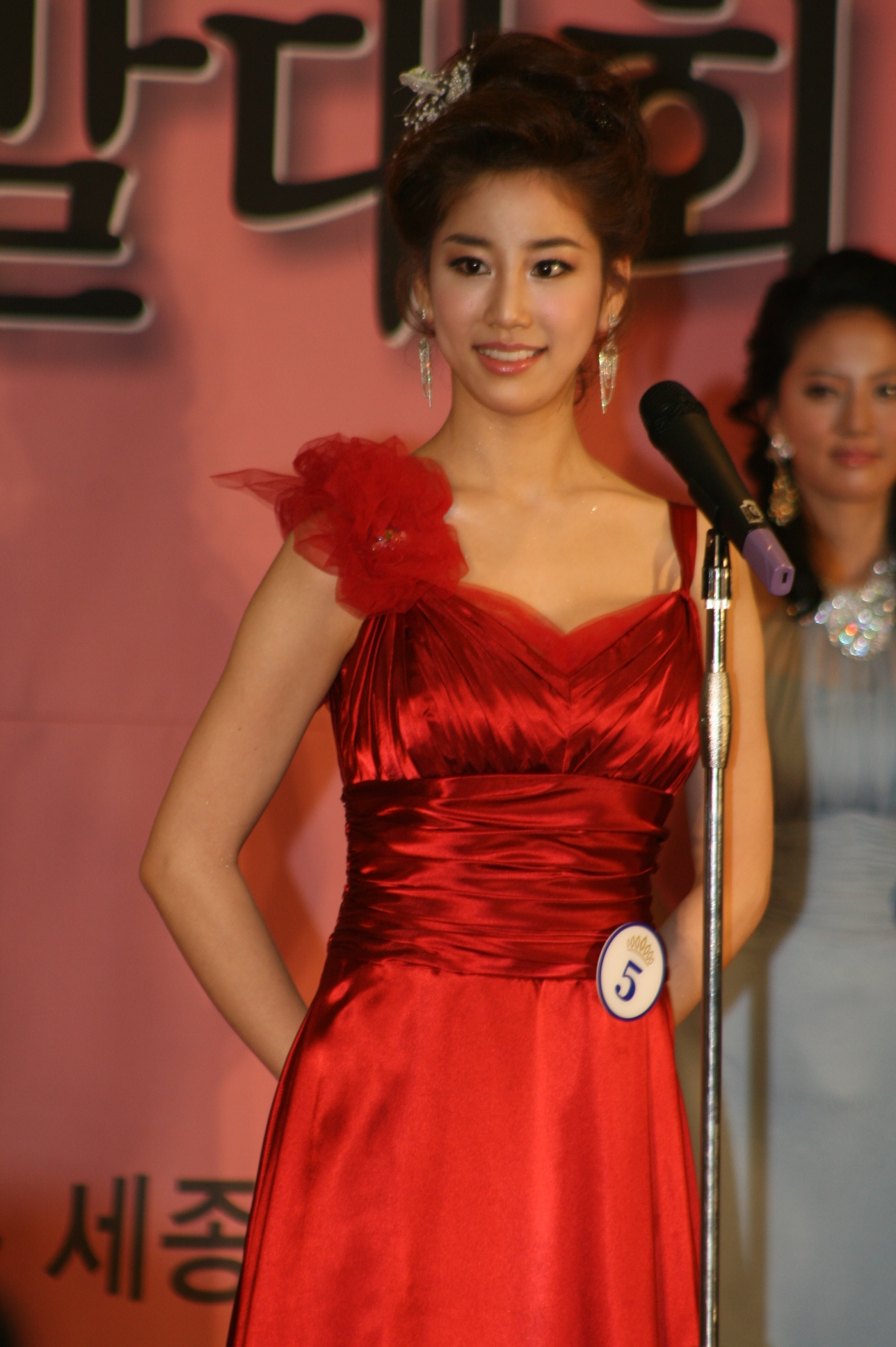
2009년 미스코리아 진 김주리, 미스 서울 진
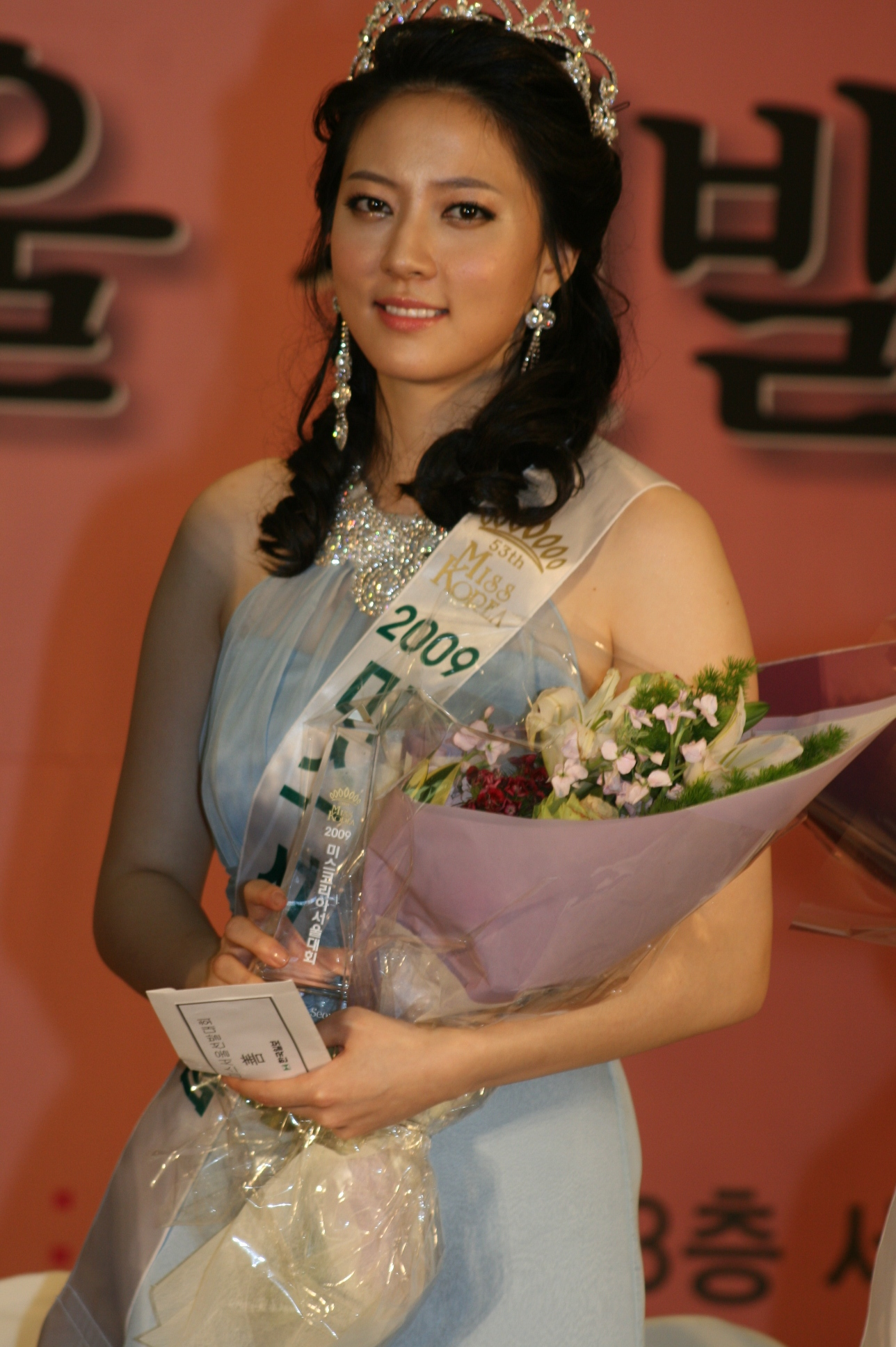
2009년 미스코리아 후보 왕지혜, 미스 서울 선
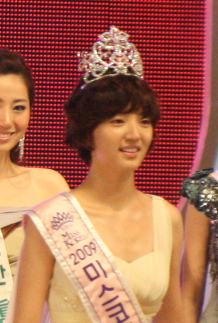
2009년 미스코리아 선 서해림(서은미), 미스 대구 진
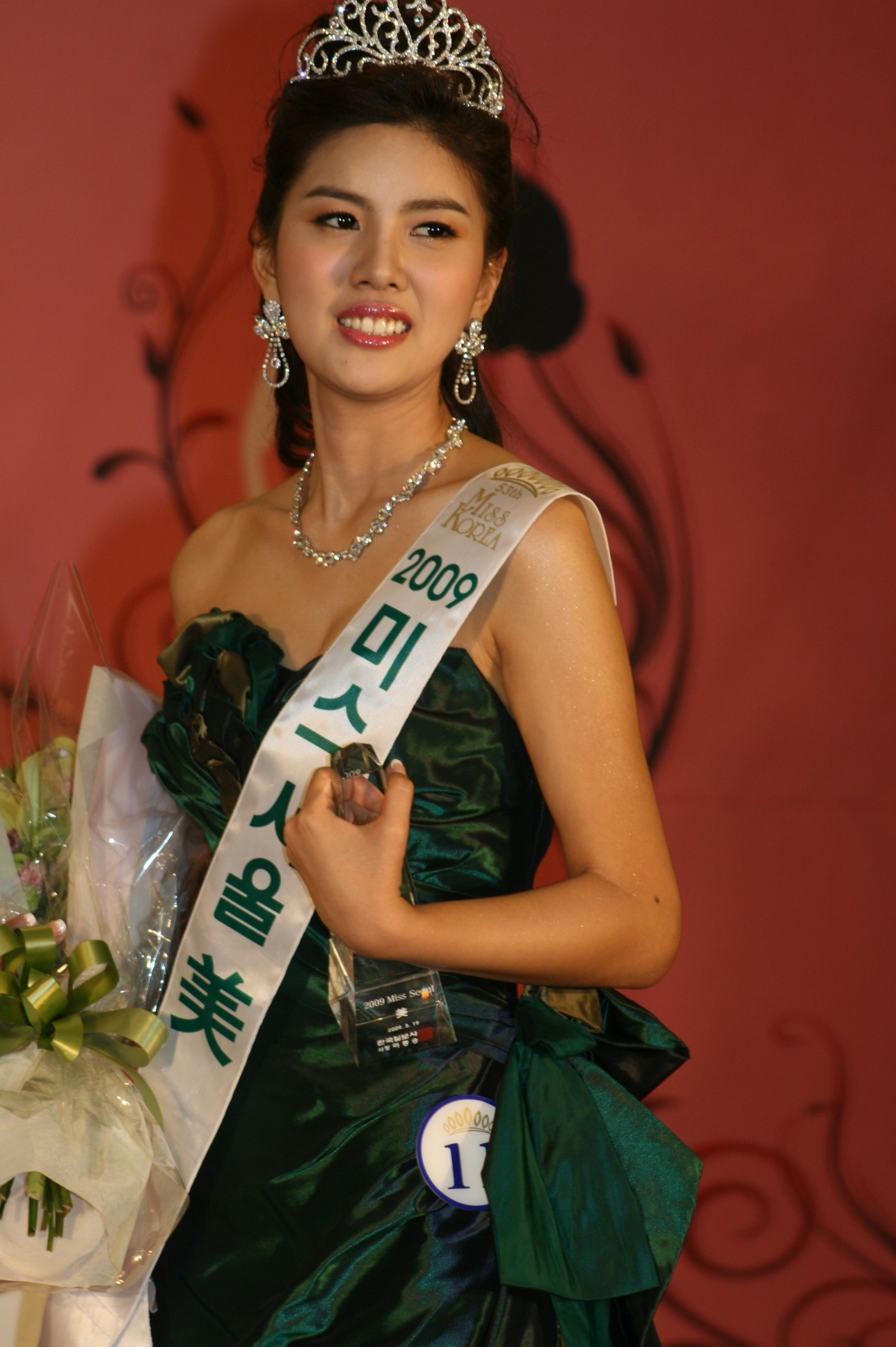
2009년 미스코리아 후보 김은수, 미스 서울 미
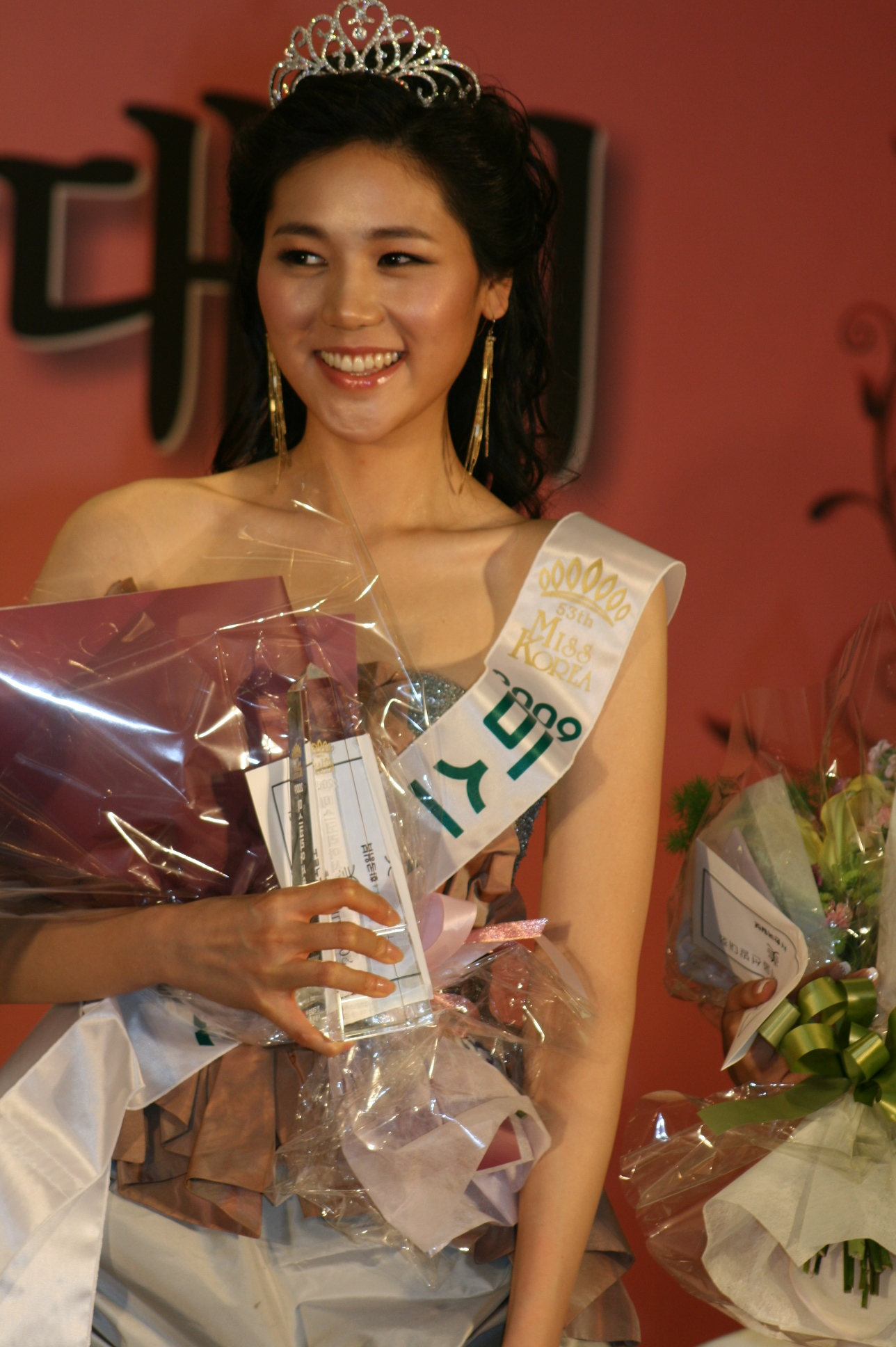
2009년 미스코리아 후보 이윤경, 미스 서울 미
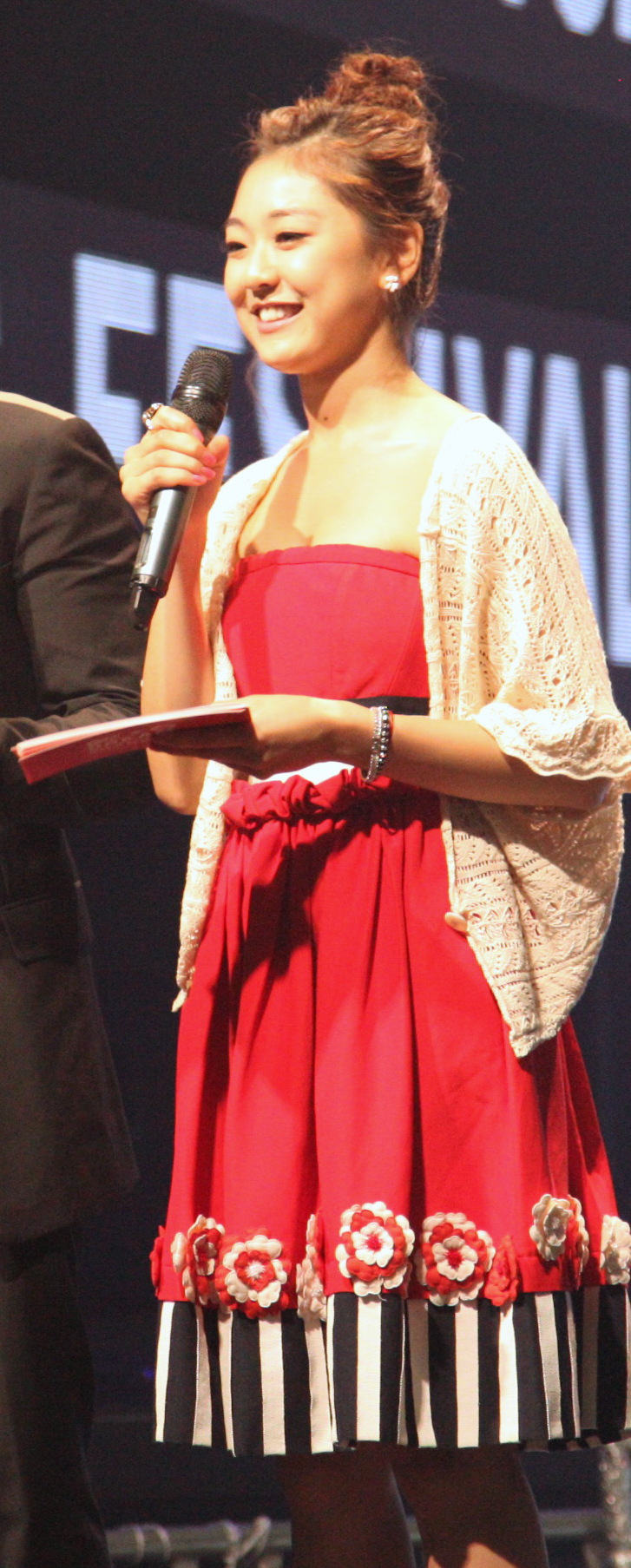
2009년 미스코리아 후보 권리세, 미스 일본 진
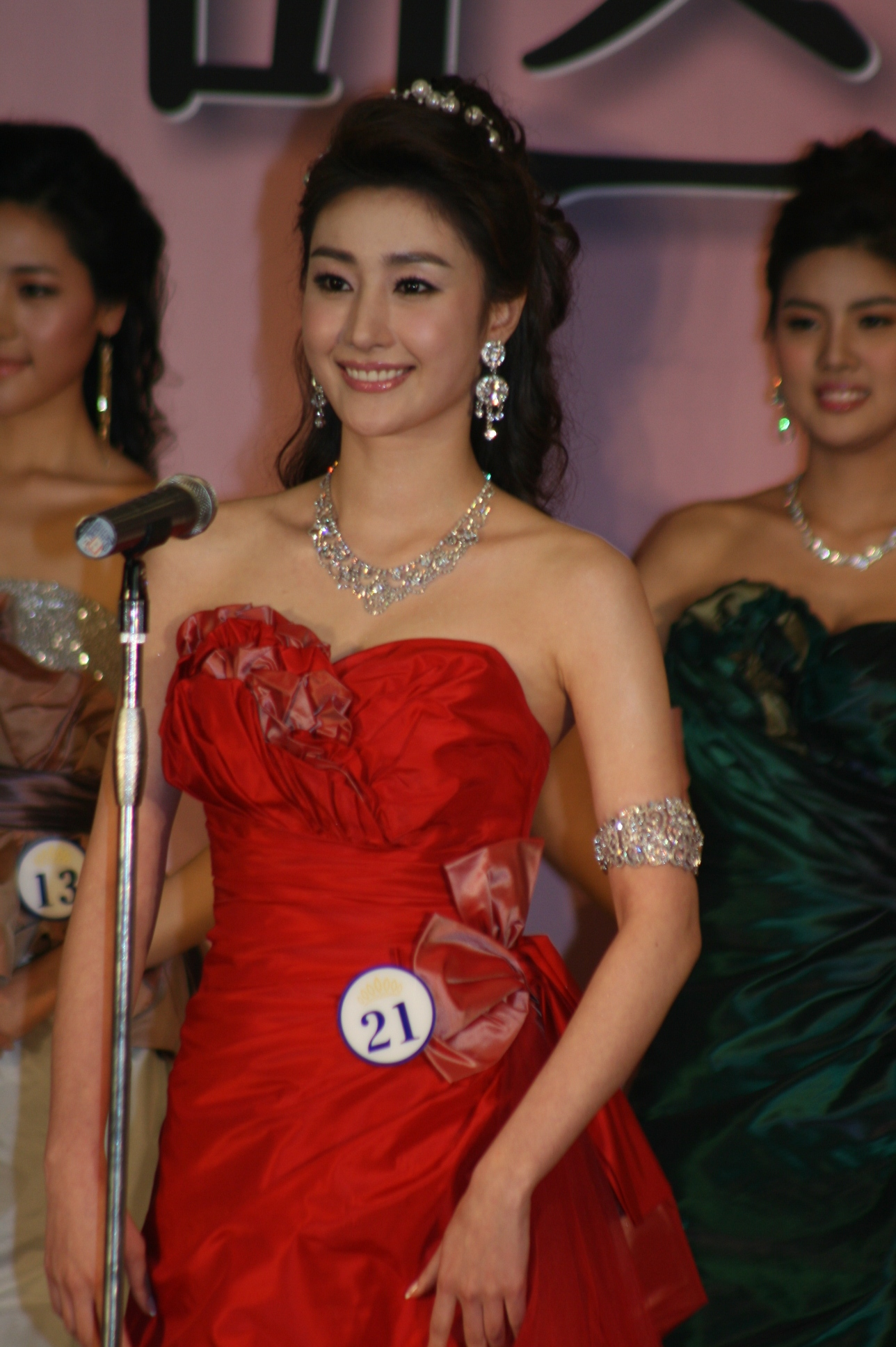
2009년 미스코리아 후보 박시원, 미스 서울 선
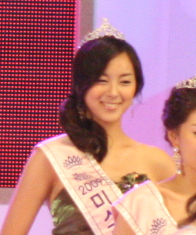
2009년 미스코리아 미 이슬기, 미스 강원 진
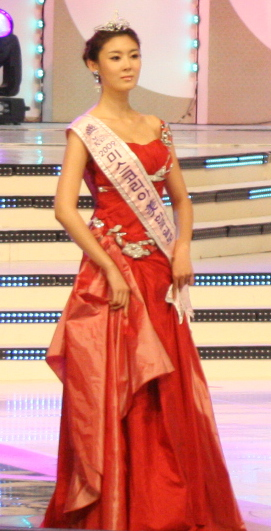
2009년 미스코리아 미 민서연(최지희), 미스 경기 진